# Sturmia (geslacht)
Sturmia is een geslacht van vliegen uit de familie van de sluipvliegen (Tachinidae). De wetenschappelijke naam werd gepubliceerd in 1830 door Robineau-Desvoidy.